# سرخس باتلاقی هلالی
سرخس باتلاقی هلالی (نام علمی: Thelypteris semilunata) نام یک گونه از سرده سرخس باتلاقی است.